# Шуфрич, Нестор Иванович
Не́стор Ива́нович Шу́фрич (укр. Нестор Іванович Шуфрич; род. 29 декабря 1966, Ужгород) — украинский историк и педагог, инженер, политик. Кандидат экономических наук (2004). Народный депутат Украины III, IV, VI, VII, VIII и IX созывов. Министр по чрезвычайным ситуациям Украины (2006—2007, 2010), заместитель секретаря Совета национальной безопасности и обороны Украины (2010—2012). Один из лидеров Социал-демократической партии Украины (1998—2007). Глава Комитета Верховной Рады по свободе слова (2019—2023).
Президент Федерации стрельбы из лука Украины (с 6 ноября 2010 года).

## Биография

### Происхождение и детство
Нестор Иванович Шуфрич родился 29 декабря 1966 года в Ужгороде, имеет сербские, украинские, венгерские, русские и словацкие корни.
Отец Шуфрича, Иван (Иштван) Юлиевич (1940—2025)  , учился в Харьковском педагогическом институте в 1953—1958 годах на факультете физвоспитания, был военнослужащим, призёром Украины по теннису, директором спортивной школы, затем возглавил закарпатское общество «Динамо» (согласно отдельным источникам, был заместителем председателя), а позже стал почётным консулом Словакии в Ужгороде. Почётный президент футбольного клуба «Говерла». С матерью Нестора прожил 43 года, являлся её вторым мужем.
Мать Шуфрича, Мария Петровна (1932 — 8 марта 2010), 18 лет работала в областном отделении лотереи «Спортлото», по некоторым данным, отвечала за перевозку товаров в транспортной конторе. Ей принадлежала нефтяная скважина на территории Полтавской области Умерла в 2010 году от гриппа. В 2011 году Нестор Шуфрич получил в наследство 74,7 миллиона гривен. От первого брака матери у Нестора Шуфрича есть единоутробный брат Александр.
Известно также, что один из дедушек Шуфрича, Юлий, был банковским работником в Чехословакии и Венгрии (Закарпатье принадлежало в разное время Чехословакии и Венгрии) и настаивал на своей русинской национальности. По словам самого Нестора Шуфрича, в 1945 году его дед жил в Ужгороде, возглавлял агробанк. Владельцы банка, когда была установлена советская власть, прислали за ним самолёт из Швейцарии, но дед отказался покидать родину. Дед стал первым руководителем отделения Госбанка СССР в Закарпатье и проработал в этой должности 4 года, так как отказался вступить в коммунистическую партию, а также был против колхозов. На этот пост назначили другого, а деду предложили стать заместителем, но он отказался.
Одна из бабушек Нестора Шуфрича была теннисисткой, неоднократной чемпионкой Украины, победительницей открытых чемпионатов Венгрии и Словакии.
Шуфрич учился в школе с усиленным изучением английского языка. Во время учёбы был комиссаром городского штаба пионеров Ужгорода и даже участвовал в VIII слёте пионеров в Москве. Помимо этого, Шуфрич с детства занимался спортом — сперва большим теннисом, а после того, как у него обнаружили болезнь почек, стрельбой из лука. В 1982 году, в возрасте 15 лет, Шуфрич стал мастером спорта по стрельбе из лука.

### До прихода в политику
После окончания школы в 1984 году Шуфрич поступил на исторический факультет Ужгородского государственного университета. После первого курса университета он был призван в армию, в 1985—1987 годах (по другим сведениям — в 1986—1987 годах) служил в составе Южной группы войск в Венгерской Народной Республике. Впоследствии публиковались слухи, что с этого времени Шуфрич якобы также сотрудничал с КГБ в качестве негласного сотрудника.
После службы в армии Шуфрич вернулся в университет на заочное отделение и закончил его в 1992 году с дипломом историка и преподавателя истории. Параллельно с заочным обучением, в 1987—1988 годах работал переводчиком с венгерского языка в Будапеште на предприятии, входившем в систему военторга Министерства обороны СССР, а по другим данным — в одном из торгово-бытовых предприятий Ужгорода. По некоторым сведениям, Шуфрич во второй половине 1980-х годов сначала занимался перегоном машин из Венгрии, а затем нанял бригаду из своих друзей для перегона машин. В 1989 году Шуфрич работал инженером научного центра «Хунгарология» в Ужгороде, а затем стал советником строительного кооператива «Ретро» (согласно отдельным источникам, занимал эту должность до 1990 года), в 1989—1991 годах (или в 1990—1991 годах) был коммерческим директором советско-австрийского совместного предприятия «Текоп-Карпат», куда он пришёл вместе со своим отцом (согласно другим источникам, Шуфрич был директором закарпатского филиала предприятия «Текоп» и занял эту должность благодаря влиятельности отца). С 1991 года Шуфрич работал заместителем директора, а потом и директором совместного советско-американского, а затем украинско-американского предприятия «Вест-Контрейд», в 1995—1998 годах был президентом «Вест-Контрейд». Сообщалось, что коммерческая деятельность Шуфрича была связана с поставками мазута и угля на электростанции в Западной Украине и экспортом стройматериалов.

### Политическая деятельность
После знакомства с деятелем украинских социал-демократов Виктором Медведчуком, который впоследствии в 2002—2005 годах был главой администрации президента Украины Леонида Кучмы, Шуфрич в 1997 году (согласно отдельным источникам — в 1996 году) вступил в Социал-демократическую партию Украины (объединенную), а уже в 1998 году оказался заместителем секретаря закарпатского обкома партии. В марте 1998 года Шуфрич был избран в Верховную Раду от избирательного округа № 70 Закарпатской области. Позже он утверждал, что после избрания передал все свои коммерческие активы членам своей семьи. В октябре 1998 года Шуфрич стал членом политбюро СДПУ(о). В 1998—2000 годах он работал в парламентском комитете по вопросам экономической политики, управления народным хозяйством, собственности и инвестиций, в 2000—2002 годах был заместителем председателя комитета по вопросам бюджета, а также входил в контрольную комиссию Рады. С мая 1999 года Шуфрич был также членом национального совета по молодёжной политике при президенте Украины.
В марте 2002 года Шуфрич пытался баллотироваться на выборах в Раду IV созыва по своему округу, но занял лишь третье место, получив 9,2 % голосов (интересно, что одним из его соперников был менеджер компании «Вест-Контрейд» Василий Баладж). Шуфрич дважды пытался оспорить результаты, а затем принял участие в выборах по округу № 201 Черкасской области (в котором были назначены повторные выборы). На момент выборов он значился президентом «Черкасской мясной компании», однако сам заявлял, что работал в ней лишь наёмным менеджером. В июле 2002 года Шуфрич был избран народным депутатом, набрав 29,8 % голосов и опередив лидера Прогрессивной социалистической партии Украины Наталию Витренко, занявшую второе место в этом округе.
В Верховной Раде нового состава Шуфрич стал членом комитета по вопросам бюджета. В 2003 году он также стал заместителем председателя СДПУ(о) Медведчука). В ноябре 2003 года Шуфрич обсуждался в качестве вероятной кандидатуры на пост вице-спикера Рады. В 2004 году он защитил в Институте аграрной экономики Украинской академии аграрных наук диссертацию «Развитие и трансформация аграрного производства в Венгрии» и получил степень кандидата экономических наук.
В 2004 году во время противостояния между претендовавшими на пост президента Украины кандидата от оппозиции Виктора Ющенко и действовавшим премьер-министром Виктором Януковичем и Оранжевой революции, Шуфрич поддержал последнего и стал жёстким противником Ющенко, заявив, что в случае прихода к власти последнего он ожидает репрессий. В октябре 2004 года известность получил эпизод, когда Шуфрич (за день до этого сбивший на машине участника митингов оппозиции и оправдавший это тем, что манифестанты шли по проезжей части) в Центризбиркоме единственный пытался противостоять ворвавшимся представителям оппозиции, которые требовали участия в заседании, посвящённом открытию избирательных участков в России. 13 декабря 2004 года, непосредственно перед третьим туром президентских выборов, принёсшим победу Ющенко, Шуфрич стал уполномоченным представителем Януковича в Верховной Раде (по другим сведениям — в Верховном суде или Центральной избирательной комиссии). Когда после этого 23 января 2005 года Шуфрич появился на «народной инаугурации» Ющенко на майдане Незалежности в Киеве для того, чтобы поддержать установивших там палатки сторонников Януковича, он был атакован одним из сторонников нового президента и получил сотрясение мозга (впоследствии политик простил нападавшего и попросил закрыть заведённое по этому поводу уголовное дело).
В апреле 2005 года Шуфрич стал первым заместителем председателя СДПУ(о). В том же году он выступал в качестве активного защитника находившихся под следствием сторонников Януковича бывших глав Донецкой и Закарпатской областей Бориса Колесникова и Ивана Ризака. В мае 2005 года после попытки защитить последнего в момент его перевода из кардиоцентра в СИЗО Шуфрич был избит сотрудниками правоохранительных органов. В этот же период на самого Шуфрича было открыто 18 уголовных дел: ему, в частности, инкриминировали незаконное получение участков земли под Киевом и в Закарпатье, незаконное использование нефтегазовых месторождений. Однако ни по одному из этих дел Шуфрич осуждён не был.
В апреле 2006 года Шуфрич пытался избираться в Раду V созыва по списку (№ 4 в списке) оппозиционного блока «Не так!», возглавлявшегося бывшим президентом Украины и членом СДПУ(о) Леонидом Кравчуком, но блок не набрал проходной бал. Помимо Рады Шуфрич пытался стать депутатом Донецкого горсовета, Одесского облсовета и Верховного совета Автономной республики Крым, хотя был избран только в последний, куда он баллотировался в списке «Не так!» под первым номером.
13 декабря 2006 года Шуфрич занял пост министра по вопросам чрезвычайных ситуаций и по делам защиты населения от последствий чернобыльской катастрофы в правительстве Виктора Януковича, к тому моменту являвшимся вакантным на протяжении трёх месяцев после того, как предыдущий министр Виктор Балога возглавил Секретариат президента Украины. Появление Шуфрича в правительстве на посту, который традиционно занимали представители президентского блока «Наша Украина», описывалось как ответ на вето, наложенное президентом Виктором Ющенко на принятый Радой бюджет 2007 года. В то же время, заместитель главы фракции Партии регионов Евгений Кушнарев заявил, что назначение Шуфрича министром по квоте ПР не являлось следствием межпартийных договорённостей, а объясняется близостью позиции Шуфрича к Партии регионов и что фракция отдала свою кадровую квоту внепарламентской партии по просьбе премьера Януковича Тем не менее, в прессе отмечалась активность Шуфрича на новом посту, которая, правда, связывалась и со значительным количеством чрезвычайных ситуаций, обрушившихся в 2007 году на Украину.
В августе 2007 года президент Ющенко потребовал отставки Шуфрича, а затем, в сентябре, подписал указ об отставке министра, однако Шуфрич и Янукович не подчинились, сославшись на то, что эта отставка находилась в компетенции Рады, а не президента. На внеочередных парламентских выборах 30 сентября 2007 года Шуфрич, который ещё в августе вышел из СДПУ(о), выступал в списке Партии регионов под пятым номером и получил место в Раде VI созыва. В связи с этим 21 ноября были досрочно прекращены полномочия Шуфрича как депутата Крыма.
В декабре 2007 года Верховная рада утвердила новым премьер-министром Украины Юлию Тимошенко и 18 декабря Шуфрич покинул министерский пост. В том же месяце Шуфрич вступил в Партию регионов. При этом в партии он оказался главным звеном связи с Блоком Юлии Тимошенко, из-за чего его называли главным «коммуникатором регионалов» с правительством. В то же время Шуфрич стал участником нескольких скандалов. В частности, 15 февраля 2008 года он пытался помешать «этапированию» из клиники обратно в СИЗО находившегося под следствием бывшего министра транспорта Николая Рудьковского, вместе с которым Шуфрич, по некоторым данным, владел нефтяной скважиной в Полтавской области. Во время инцидента Шуфрич получил травму ноги. При этом в ноябре 2008 года имя Шуфрича вновь появилось в прессе, когда Рудьковский обвинил его в рукоприкладстве из-за споров о политической судьбе Тимошенко, а Шуфрич факт рукоприкладства опроверг.
После победы Виктора Януковича на втором туре президентских выборов в феврале 2010 года и формирования новой парламентской коалиции, 11 марта 2010 года Шуфрич был вновь назначен министром по чрезвычайным ситуациям в правительстве Николая Азарова. Однако уже 9 июля Азаров обратился к украинскому парламенту с просьбой об отставке Шуфрича с министерского поста в связи с переходом на другую работу, которая официально была принята Верховной Радой 10 июля 2010 года. В качестве причин отставки Шуфрич называл конфликт с главой президентской администрации Сергеем Лёвочкиным и необходимостью «освободить несколько кресел» в связи с включением в коалицию группы Виктора Балоги.
9 июля 2010 года Янукович подписал указ о назначении Шуфрича заместителем секретаря Совета национальной безопасности и обороны Украины. 22 ноября 2012 года был уволен с должности в связи с избранием народным депутатом Украины. Как отмечалось в СМИ, со времени назначения в СНБО Шуфрич не особо интересовался работой, находясь то в отпуске, то на больничном.
В 2011 году задекларировал 78 миллионов 794 тысяч гривен доходов, из которых 74,7 миллиона гривен составило наследство.
Избран народным депутатом Украины на парламентских выборах 2012 года от «Партии регионов» (№ 27 в списке).
В ходе вооружённого конфликта на востоке Украины вместе с Виктором Медведчуком занимался организацией встреч между ЛНР, ДНР и Украиной, ОБСЕ, Россией.
В конце сентября 2014 года стал № 7 в списке кандидатов в народные депутаты Украины во внеочередных парламентских выборах от партии «Оппозиционный блок». При этом кандидатами от партии могут быть только её члены, либо беспартийные. Причиной для выхода из «Партии регионов» стало решение её руководства не участвовать в выборах.
В ноябре 2017 года вступил в партию «За жизнь», основанную бывшим членом «Оппоблока» Вадимом Рабиновичем.
4 марта 2022 года был задержан участниками Теробороны ВСУ за попытку сфотографировать блокпост.

## Драки
За свою политическую карьеру был участником ряда драк со своими политическими оппонентами:
- В 2004 году отметился в потасовке с доверенными лицами кандидата в президенты Украины Виктора Ющенко, среди которых был предприниматель Петр Порошенко.
- В 2008 году несколько раз ударил в лицо экс-министра транспорта Николая Рудьковского в его кабинете, в итоге была разбита губа хозяина помещения. Все это происходило из-за личных обид, Рудьковский тогда подал заявление в Печерское РУ МВД, однако позже забрал его.
- В июле 2009 года после заседания фракции «Партии регионов» Нестор Шуфрич ударил кулаком в лицо заместителя председателя фракции Сергея Левочкина. Произошло это из-за того, что Лёвочкин не сообщил ему о переносе даты визита лидера партии Виктора Януковича в Крым, из-за отсутствия в котором Шуфрич был подвергнут критике со стороны Януковича[80]. Участники инцидента разошлись в его оценке: Шуфрич настаивал на формате «частной беседы», Лёвочкин же назвал нападение «подлым[81]».
- В том же году Шуфрич во время программы «Шустер Live» подрался с министром внутренних дел Украины Юрием Луценко, который написал на него заявление и покинул программу.
- 21 февраля 2014 года в сессионном зале рады из-за словесной перепалки получил удар в губу от депутата партии «УДАР» Николая Паламарчука[82].
- 30 сентября 2014 года Нестор Шуфрич вместе с депутатом Одесского облсовета Николаем Скориком планировали провести пресс-конференцию в Одессе. Однако около сотни активистов «Правого сектора» и местного Евромайдана уже ожидали их у здания вместе с притащенным мусорным контейнером, с целью затолкнув туда депутата провести над ним «мусорную люстрацию» (на Украине этой процедуре ранее уже подверглись ряд бывших членов «Партии Регионов» или подозревавшиеся в сотрудничестве с нею[83][84]). Но туда Шуфрич не пришёл, решив сделать заявление в здании Одесской областной государственной администрации (ООГА), при этом её глава Игорь Палица депутата Верховной рады не приглашал. Внутри здания депутатов настигли активисты, после чего завязалась потасовка, в ходе которой Шуфрич получил закрытую черепно-мозговую травму и сотрясение головного мозга[85][86]. По оценке руководителя информационного отдела «Правого сектора» Борислава Берёзы, Нестор Шуфрич сам начал конфронтацию и вызвал агрессию, тем самым «разыграв» тот же сценарий, что ранее в ходе президентских выборов сделал его бывший однопартиец Олег Царев[87]. В «Оппозиционном блоке» потребовали немедленной отставки министра внутренних дел и председателя Одесской облгосадминистрации, расследования фактов организации массовых беспорядков на всей территории страны и наказания виновных. Сам Шуфрич пригрозил очистить Одессу от представителей «Правого сектора»[88]. Следственные органы милиции начали уголовное производство по признакам ч. 2 ст. 296 Уголовного кодекса Украины (хулиганство, совершённое группой лиц), расследование было взято под личный контроль начальником одесской милиции Иваном Катеринчуком и главой МВД Украины Арсеном Аваковым[89]. Президент Украины Петр Порошенко поручил МВД, СБУ и Генеральной прокуратуре Украины тщательно разобраться в инциденте и выяснить зачинщиков конфликта, а также призвал политиков «не участвовать в сценариях, которые работают на дестабилизацию ситуации в Украине»[90]. 3 октября советник министра внутренних дел Украины Зорян Шкиряк сообщил, что ведомство идентифицировало 14 возможных участников избиения и проводит мероприятия по их розыску[91].
- 20 декабря 2018 года подрался с депутатом «Народного фронта» Юрием Березой после того, как сорвал висевший на трибуне плакат с призывом отдать под суд Виктора Медведчука[92].
- 18 февраля 2022 года подрался с главным редактором «Цензор. НЕТ» Юрием Бутусовым на программе «Свобода Савика Шустера»[93].

## Расследование
15 сентября 2023 года Офис генерального прокурора Украины объявил Шуфричу подозрение в государственной измене. По данным следствия, он выполнял задания бывшего заместителя секретаря СНБО Владимира Сивковича для координации российской агентуры на Украине. У Шуфрича провели обыски, во время которых был обнаружен документ со схемой автономии для Донецкой и Луганской областей. Он предполагал переименование регионов на «края», широкую автономию, проведения выборов и формирования отдельной власти, а также парламента. Также был обнаружен ряд объектов советской и российской символики. В тот же день Печерский суд Киева взял Шуфрича под арест на два месяца без права внесения залога.

## Личная жизнь
Шуфрич свободно владеет украинским, русским, английским, венгерским и словацким языками. В 2006 году Шуфрич возобновил занятия стрельбой из лука. В мае 2008 года он стал мастером спорта — обладателем чёрного пояса третьего дана по панкратиону. По некоторым сведениям, он также является обладателем зелёного пояса по карате, хотя сам политик утверждал, что до 2008 года никогда не занимался бойцовскими видами спорта. В числе хобби Шуфрича также упоминается охота и верховая езда. В 2002 году он был награждён украинским орденом «За заслуги» III степени. Шуфрич любит сравнивать себя с самураем. Трезвенник.
В 2022 году стало известно, что у Шуфричей в посёлке Симеиз на Южном берегу Крыма есть недвижимость и земельный участок: это имущество Шуфрич официально зарегистрировал в 2019 году в соответствии с российским законодательством. Формально участки принадлежат компании «Estate Holding Group», основателями которых являются отец Нестора Шуфрича Иван и помощник депутата Виктор Сидорук.

## Семья
Шуфрич разведён, был дважды женат. Первая жена Ирина Ярошовец была дочерью секретаря Закарпатского обкома КПСС и работала историком образования, второй стала дочь отставного подполковника победительница нескольких конкурсов красоты Наталья Ворона-Шуфрич. В браке с ней Нестор Шуфрич прожил 7 лет. В прессе публиковалась история о том, как в 1998 году он избил свою вторую жену, хотя сам Шуфрич опровергал эту информацию.
У Шуфрича есть дети:
- Александр (1988 года рождения, от первого брака) — вице-президент футбольного клуба Говерла.
- Нестор (1995 года рождения, от второго брака) — окончил гимназию, учился 2 года в Швейцарии, увлекается музыкой, с 13 лет пишет песни, стихи (читает рэп), занимается живописью; учился в КИНХа[18][107][108].
- В декабре 2016 года родилась дочь, имя матери публично не называлось[109].

В СМИ встречались также утверждения о личных отношениях между Шуфричем и Юлией Тимошенко, что Шуфрич тоже опровергал.

## Награды
- Знак отличия Автономной Республики Крым «За верность долгу» (2007)[115]
- Орден «За заслуги» II степени (2004)
- Орден «За заслуги» III степени (2002)

## Комментарии
1. ↑  Диссертация на тему «Развитие и трансформация аграрного производства в Венгрии» (2004, Институт аграрной экономики УААН)
2. ↑  По свидетельству Евгения Червоненко — первое в СССР совместное советско-австрийское предприятие, «Нестор занимал должность директора Закарпатского филиала, потому что папа его был достаточно влиятельный человек».